# Anastacia (album)
Anastacia – trzeci album studyjny nagrany przez amerykańską wokalistkę pop Anastacię, wydany dnia 29 marca 2004. Płyta znalazła się na szczytach list najpopularniejszych albumów w wielu krajach świata sprzedając się w liczbie ponad 10 milionów egzemplarzy.
Album nigdy nie ukazał się na amerykańskim rynku muzycznym, rodzimym artystki, pomimo iż w planach było wydanie dzieła w tamtejszym kraju. Potencjalna lista utworów amerykańskiego krążka nieco się różniła z europejską, zastępując utwór "Sexy Single" kompozycją "Underground Army". Plany wycofano z nieznanych przyczyn; prawdopodobnie z powodu słabych recenzji pierwszego singla promującego longplay, "Left Outside Alone", wydanych przez recenzentów amerykańskich stacji radiowych co przyczyniło się do bardzo rzadkiej transmisji piosenki systemem airplay.

## Historia
W styczniu 2003 roku Anastacia odkryła, iż w cierpi na raka sutka. Fakt wyszedł na jaw w momencie, gdy artystka z przyczyn ortopedycznych przygotowywała się do zabiegu redukcji sutka. W tym czasie artystka założyła fundację charytatywną mającą na celu uświadomienie młodych kobiet jakie są skutki późnego wykrycia nowotworu.
Po tych traumatycznych przeżyciach Anastacia we wrześniu 2003 powróciła do studia nagraniowego, by zarejestrować album Anastacia wraz z Dallasem Austinem, Patrickiem Leonardem, czy Davidem A. Stewartem. Wydany w roku 2004, album obfitował w rockowe brzmienia co można usłyszeć w utworze "I Do" nagranym wraz z członkiem zespołu P.O.D. Sonnym Sandovalem.

## Lista utworów
Wersja światowa
1. "Seasons Change" (Anastacia, DioGuardi, Rzeznik) – 4:17
2. "Left Outside Alone" (Anastacia, Austin, Ballard) – 4:17
3. "Time" (Anastacia, Austin, Ballard) – 3:33
4. "Sick and Tired" (Anastacia, Austin, Ballard) – 3:30
5. "Heavy on My Heart" (Anastacia, Mann) – 4:26
6. "I Do" (featuring Sonny Sandoval) (Anastacia, Burton, Dioguardi, Weissfeld) – 3:04
7. "Welcome to My Truth" (Anastacia, Dioguardi, Shanks) – 4:03
8. "Pretty Little Dum Dum" (Anastacia, Ballard, Dioguardi) – 4:37
9. "Sexy Single" (Anastacia, Stewart) – 3:52
10. "Rearview" (Anastacia, Dioguardi, Shanks) – 4:12
11. "Where Do I Belong" (Anastacia, Dioguardi, Leonard) – 3:26
12. "Maybe Today" (Anastacia, Stewart) – 5:15

Edycja limitowana
Po sukcesie albumu na listach sprzedaży wydana została limitowana edycja krążka zawierająca płytę DVD, plakat z artystką oraz specjalne opakowanie. DVD zawiera "Making Of Anastacia", "2002 Europe Promo Tour" i galerię zdjęć.
Wycofana wersja amerykańska
1. "Seasons Change"
2. "Left Outside Alone"
3. "Time"
4. "Sick and Tired"
5. "Heavy on My Heart"
6. "I Do" (featuring Sonny Sandoval)
7. "Welcome to My Truth"
8. "Pretty Little Dum Dum"
9. "Underground Army"
10. "Rearview"
11. "Where Do I Belong"
12. "Maybe Today"

## Komercyjny sukces
Anastacia to album, który stał się do tej pory najlepiej sprzedającym albumem artystki zdobywając szczyty list sprzedaży w jedenastu krajach Europy m.in.: Wielkiej Brytanii, Holandii, Niemczech i Szwajcarii oraz zajmując pozycje w Top 10 pozostałych europejskich notowań. Główny singel z albumu, utwór "Left Outside Alone" cieszył się dużą popularnością zajmując miejsca w Top 10 notowań najpopularniejszych singli na całym świecie. Dzięki częstemu nadawaniu kompozycji w systemie airplay, "Left Outside Alone" stał się jednym z najczęściej granych piosenek w stacjach radiowych w roku 2004. Trzy pozostałe single promujące longplay: "Sick and Tired", "Welcome to My Truth" oraz "Heavy on My Heart" nie zyskały na takiej popularności jak główny utwór prezentujący krążek. "Sick and Tired" zajmował miejsca w Top 5 wielu oficjalnych europejskich list przebojów, podczas gdy "Welcome to My Truth" i "Heavy on My Heart" zdobywały pozycje w Top 50 notowań, przy czym ostatni utwór zdobił kampanię promocyjną fundacji charytatywnej wokalistki.

## Pozycje na listach
| Lista sprzedaży (2004)        | Najwyższa pozycja |
| ----------------------------- | ----------------- |
| Australia ARIA Albums Chart   | 1                 |
| Austria IFPI Albums Chart     | 1                 |
| Belgia IFPI Albums Chart      | 1                 |
| Dania IFPI Albums Chart       | 1                 |
| Holandia IFPI Albums Chart    | 1                 |
| Finlandia IFPI Albums Chart   | 3                 |
| Francja SNEP Albums Chart     | 14                |
| Irlandia Albums Chart         | 2                 |
| Polska OLIS/ZPAV Albums Chart | 16                |

| Lista sprzedaży (2004)           | Najwyższa pozycja |
| -------------------------------- | ----------------- |
| Portugalia AFP Albums Chart      | 2                 |
| Niemcy IFPI Albums Chart         | 1                 |
| Norwegia IFPI Albums Chart       | 1                 |
| Nowa Zelandia RIANZ Albums Chart | 26                |
| Szwajcaria IFPI Albums Chart     | 1                 |
| Szwecja IFPI Albums Chart        | 1                 |
| UK Albums Chart                  | 1                 |
| Włochy FIMI Albums Chart         | 2                 |
| United World Chart               | 3                 |